# Броніславув-Дужи
Броніславув-Дужи (пол. Bronisławów Duży) — село в Польщі, у гміні Серокомля Луківського повіту Люблінського воєводства.
Населення — 163 особи (2011).
У 1975-1998 роках село належало до Седлецького воєводства.

## Демографія
Демографічна структура станом на 31 березня 2011 року:
|          | Загалом | Допрацездатний вік | Працездатний вік | Постпрацездатний вік |
| -------- | ------- | ------------------ | ---------------- | -------------------- |
| Чоловіки | 72      | 14                 | 49               | 9                    |
| Жінки    | 91      | 21                 | 49               | 21                   |
| Разом    | 163     | 35                 | 98               | 30                   |